# Prietenul la nevoie se cunoaște
Prietenul la nevoie se cunoaște (în italiană Chi trova un amico, trova un tesoro, în engleză A Friend Is a Treasure) este un film de comedie italiano-american din 1981, regizat de Sergio Corbucci. Personajul principal este Alan Lloyd, un tânăr din Miami care pleacă, cu barca lui Charlie O'Brian, în căutarea unei comori ascunse pe o insulă tropicală. Rolurile principale sunt interpretate de Terence Hill și Bud Spencer.

## Rezumat
Tânărul Alan Lloyd (Terence Hill) trebuie să fugă din Miami pentru că pariase o sumă mare de bani care aparținea unor gangsteri la cursele de cai și pierduse. Având la el harta unei comori pe care o primise de la unchiul său, Brady, el se ascunde în ambarcațiunea lui Charlie O'Brian (Bud Spencer), care pornea într-o călătorie pe mare în jurul lumii în care trebuia să promoveze gemul Puffin. În timpul călătoriei, pasagerul clandestin este prins de căpitan, după ce-i furase acestuia mâncarea, și obligat să muncească la bordul navei. Alan plasează un magnet lângă busolă și schimbă astfel cursul ambarcațiunii către insula pustie pe care se află comoara ascunsă acolo în timpul celui de-al doilea război mondial. După o încăierare, cei doi călători cad în mare în apropiere de insulă și ajung acolo înot.
Insula părea inițial pustie, dar cei doi își dau seama că acolo viețuia un trib de sălbatici, condus de regina Mama. Pe insulă debarcă niște pirați ce voiau să răpească fetele tribului, dar Alan și Charlie protejează tribul și-i fugăresc pe pirați. În semn de recunoștință, tribul îi ajută să caute comoara. Comoara se afla pe terenul unui fort japonez din al doilea război mondial, în care se mai afla încă un soldat care nu știa că războiul se terminase. Ei îl înving pe soldatul Kamasuka, cu ajutor unui tanc japonez, ascuns de tribul de sălbatici. Kamasuka le arată un morman de aproximativ 300 de milioane de dolari SUA și le înmânează o scrisoare a Marinei americane în care se spunea că banii sunt falși și au fost tipăriți pentru înșelarea japonezilor.
Pe insulă sosesc apoi cu un hidroavion gangsterii care-l căutau pe Alan și care făcuseră rost de o hartă a insulei comorii de la unchiul Brady. Gangsterii sunt capturați cu ajutorul lui Kamasuka și închiși. Kamasuka se căsătorește cu regina Mama, ei având deja un fiu pe nume Anulu. Charlie, care nu știa de scrisoarea Marinei americane, ia banii și pleacă de pe insulă cu hidroavionul cu care veniseră gangsterii. Nevăzut, Alan urcase și el clandestin la bord. În timp ce zburau cu avionul, Kamasuka îi contactează și le spune că pirații au revenit pe insulă, i-au eliberat pe gangsteri, și amenință să ucidă femeile și copiii tribului dacă cei doi nu se întorc cu banii. Înduioșați de soarta sălbaticilor, Charlie și Alan revin pe insulă, nu înainte de a anunța o navă militară americană ce se afla în apropiere. Cei doi îi bat de-i snopesc pe gangesteri și pe pirați. 
Militarii americani debarcă pe insulă, îi arestează pe gangsteri și pe pirați și recuperează banii Marinei americane. Un căpitan le spune lui Charlie și Alan că banii nu erau falși, iar scrisoarea fusese trimisă pentru a-i înșela pe japonezii și a-i face să nu atace transportul. În sacii cu bani se afla și o mască dăruită de regina Mama celor doi. Dându-și seama că au uitat să le-o înapoieze, militarii americani duc masca la un muzeu de artă din SUA și o predau ca donație făcută de Charlie și Alan. Muzeul a analizat masca și a datat-o din secolul al XV-lea, stabilindu-i o valoare de 10 milioane de dolari.

## Distribuție
- Terence Hill - Alan Lloyd
- Bud Spencer - Charlie O'Brian
- Sal Borgese - Anulu
- John Fuijoka - Kamasuka, un militar japonez
- Louise Bennett - Mama
- Herbie Goldstein - unchiul Brady
- Claudio Ruffini - Kador
- Tom Tully -  căpitanul de marină
- Kainowa Lauritzen - Alua
- Terry Moni Mapuana - Ula
- Mirna Seya - Ola
- Salvatore Basile - Frisco Joe
- Riccardo Pizzuti - omul lui Frisco Joe

## Producție
În timpul genericului de final, se indică faptul că numele insulei pe care au fost filmate scenele este ținut secret pentru a păstra frumusețea locului. Filmul a fost filmat în mare parte parte la Key Biscayne (Florida), la doar câțiva kilometri de Miami.
Soldatul japonez care nu știa că războiul s-a terminat este inspirat de personajul real Onoda Hirō care se afla pe Insula Lubang și nu a capitulat decât în 1974, atunci când comandantul său i-a remis ordinul de încetare a focului.